# Cimetière Vagankovo
Le cimetière Vagankovo (en russe : Ваганьковское кладбище, Vagankovskoïe kladbichtche) est l'un des cimetières les plus grands (50 ha) et les plus connus de Moscou. Il abrite un grand nombre de sépultures de personnalités du sport et des arts, les plus célèbres étant sans doute Serge Essénine, Boulat Okoudjava et Vladimir Vyssotski. Le cimetière se trouve dans le district de  la Presnia.

## Histoire

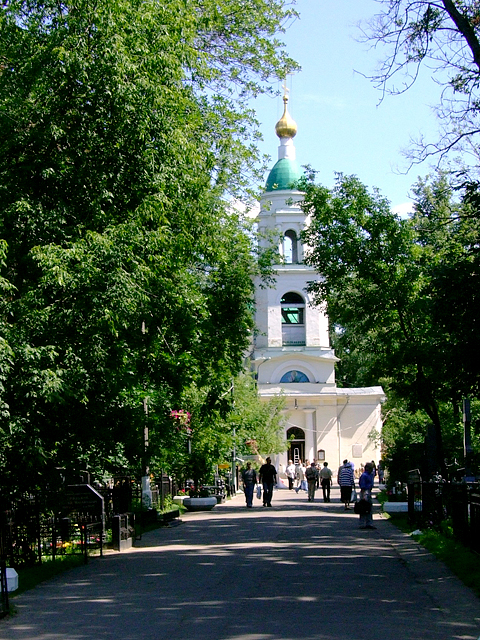
Vue de l'église du cimetière.

Le cimetière a été fondé en 1771 près du village de Novo Vagankovo, d'abord pour les victimes d'une grave épidémie de peste. Ce cimetière était jusqu'au milieu du XIXe siècle réservé aux gens modestes. À mesure que les frontières de la ville se rapprochaient, des personnalités plus éminentes y furent enterrées, surtout pendant l'ère soviétique. Une section importante réservée aux Arméniens se trouve à proximité.
Une église servant de chapelle pour les enterrements est construite en 1824.
Parmi les tombes, figurent celles de soldats de la bataille de la Moskova, de la révolution de 1905 et de la Seconde Guerre mondiale. Les victimes de l'attentat terroriste de la prise d'otages du théâtre de Moscou (Doubrovka) de 2002 y sont aussi inhumées.

## Personnalités inhumées au cimetière Vagankovo
- Alexandre Abdoulov, acteur
- Viktor Avdiouchko, acteur soviétique
- Vassili Axionov, écrivain
- Dimitri Anoutchine, ethnographe et géographe
- Nikolaï Antsiferov, historien
- Abram Arkhipov, peintre
- Lydia Avilova, écrivaine
- Alexandre Bachilov, militaire
- Gueorgui Bourkov, acteur
- Oleg Dahl, acteur
- Vladimir Dahl, lexicographe
- Serge Essénine, poète
- Sergueï Grinkov, patineur artistique
- Max Hoeppener, architecte
- Semen Houlak-Artemovsky, compositeur
- Andriï Houly-Houlenko, général.
- Mikhaïl Iline, historien d'art
- Benjamin Kaverine, écrivain
- Grigori Kojevnikov, zoologiste
- Clément Kvitka, musicologue
- Nadejda Lamanova, grande couturière
- Vyacheslav Lemeshev, boxeur
- Māris Liepa, danseur de ballet
- Ievgueni Maïorov, joueur de hockey sur glace
- Andreï Mironov, acteur
- Amcheï Nürenberg, peintre
- Igor Netto, footballeur
- Boulat Okoudjava, poète et musicien
- Alexandre Oustinov (1909 - 1995, photographe et photojournaliste.
- Alexandre Ragouline, joueur de hockey sur glace
- Nikolaï Roslavets, compositeur
- Yakov Borissovitch Rozval, ingénieur
- Alexeï Savrassov, peintre
- Franz (Fiodor) Schechtel, architecte
- Vitali Solomine, acteur
- Vassili Sourikov, peintre
- Alexeï Stepanov, peintre
- Edouard Streltsov, footballeur
- Ievgueni Svetlanov, chef d'orchestre
- Anatoli Tarassov, joueur de hockey sur glace
- Arkadi Tchernychiov, joueur de hockey sur glace
- Grigori Tchoukhraï, cinéaste
- Fiodor Tolstoï, dit l'Américain
- Marina Touretskaïa, peintre
- Vassili Tropinine, peintre
- Youri Tynianov, écrivain
- Alexeï Verstovski, dramaturge et compositeur
- Vladimir Vyssotski, chanteur, musicien, poète et acteur
- Lev Yachine, footballeur
- Leonid Yengibarov, clown et acteur
- Zinaïda Erchova, chimiste, physicienne et ingénieure
- Gueorgui Youmatov, acteur
- Ivan Zabeline, historien et archéologue